# Anton Kadlec
Anton Kadlec (* 1953) je bývalý slovenský fotbalista, záložník.

## Fotbalová kariéra
V československé lize hrál za Inter Bratislava. Nastoupil v 1 utkání. Gól nedal.

## Ligová bilance
| Ročník                                   | Zápasy | Góly | Minuty | Klub             |
| ---------------------------------------- | ------ | ---- | ------ | ---------------- |
| 1. československá fotbalová liga 1974/75 | 1      | 0    | 45     | Inter Bratislava |
| CELKEM                                   | 1      | 0    | 45     |                  |